# Pfarrhaus Aich (Fürstenfeldbruck)

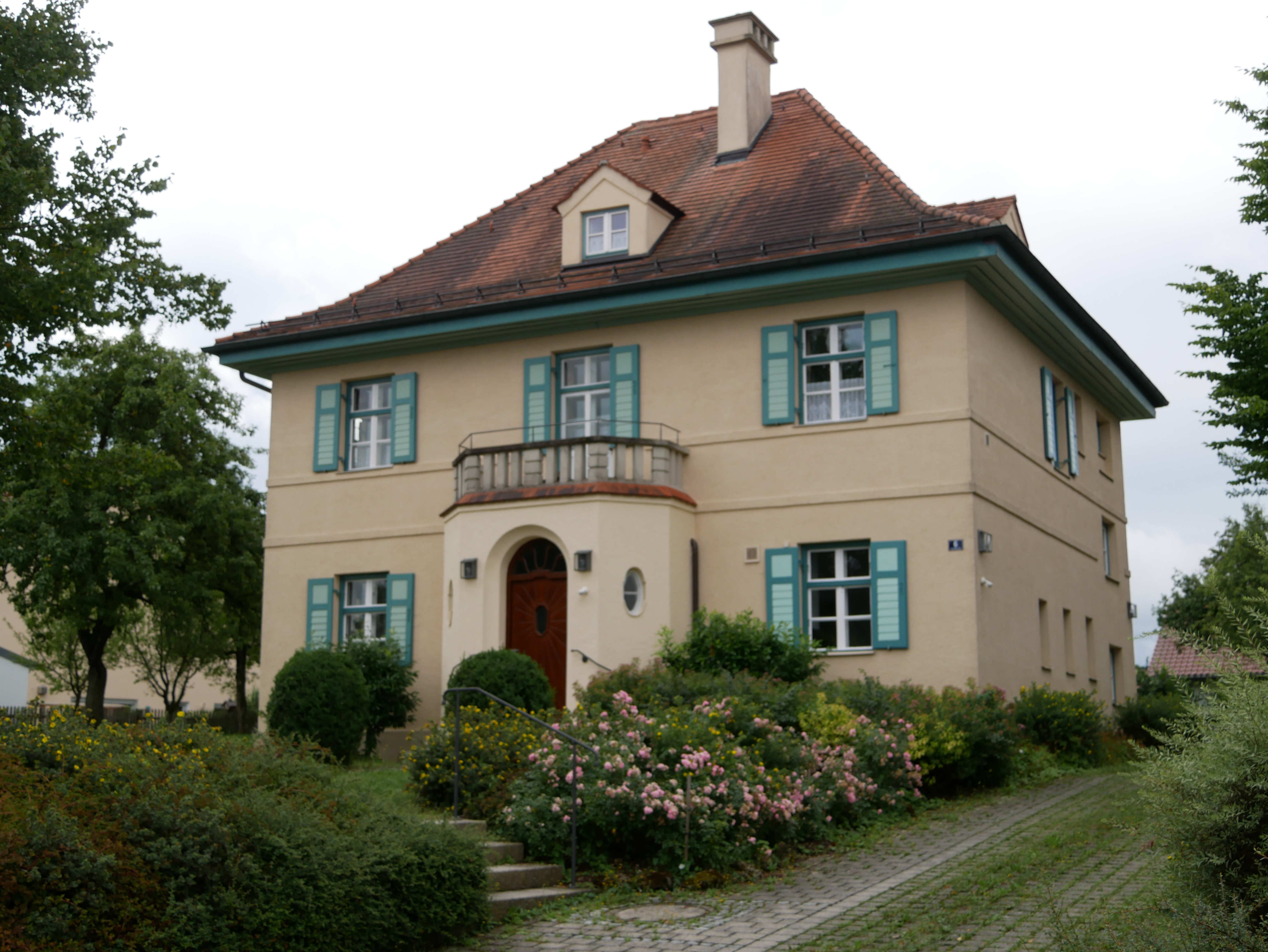
Pfarrhaus in Aich

Das Pfarrhaus in Aich, einem Stadtteil von Fürstenfeldbruck im oberbayerischen Landkreis Fürstenfeldbruck, wurde 1918 errichtet. Das ehemalige Kuratenhaus und jetzige Pfarrhaus steht südlich der katholischen Pfarrkirche St. Peter und Paul an der Brucker Straße 6. Es ist ein geschütztes Baudenkmal.
Der zweigeschossige kubische Walmdachbau mit Loggienvorbau wurde nach Plänen des Architekten Hans Sitzmann errichtet.